# Geert van Beek
Gerardus Johannes (Geert) van Beek (Gennep, 13 maart 1920 – Veghel, 2 januari 2001) was een Nederlands schrijver  en docent. 

## Carrière
Hij groeide op in Bemmel bij Nijmegen. Hij leerde aan het gymnasium in Kaatsheuvel (Missionarii Sanctae Familiae), maar stapte in 1938 over naar de kweekschool voor onderwijzers in Nijmegen. Hij werd vervolgens eerst onderwijzer in het Voortgezet Gewoon Lager Onderwijs in Treebeek; het zijn dan de de oorlogsjaren. Die oorlog werd bijna zijn eind; hij ontkwam ternauwernood bij het bombardement op Nijmegen van 22 februari 1944. 
Hij verdiepte zich nog steeds in het onderwijs met het behalen van allerlei onderwijsakten (MO-akte A en B). Tijdens die studies leerde hij zijn aanstaande vrouw Anne Bos kennen, uitmondend in een huwelijk in 1955. Ondertussen was hij leraar Nederlands aan het Sint-Thomascollege in Venlo (1953), vervolgens aan het St. Odulphuslyceum te Tilburg (1954). Tussen 1959 en 1983 (pensioen) was hij leraar aan het Zwijsen College Veghel. Zijn vrouw was inmiddels lerares Frans geworden.
In 1952 debuteerde hij met het korte verhaal ‘De ballon’ in het tijdschrift Roeping waarin zijn traditionele katholieke opvoeding op de hak werd genomen. Dit thema kwam ook in enkele latere werken terug.
Van Beek publiceerde gedurende 40 jaar een bescheiden oeuvre.

## Werken
- Een hand boven de ogen (1960)

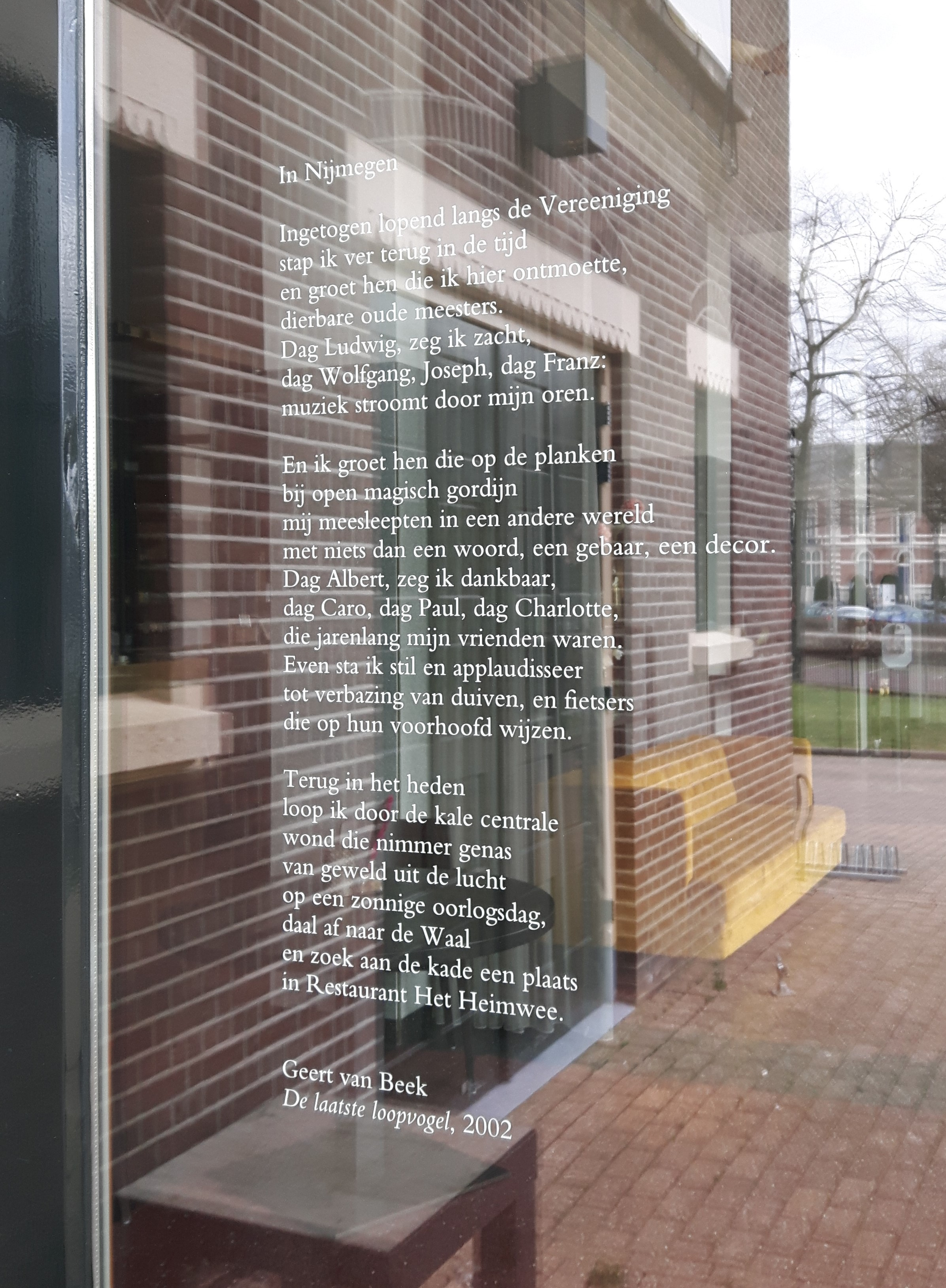
'In Nijmegen' uit 'De laatste loopvogel' door Geert van Beek, Concertgebouw De Vereeniging, Nijmegen

- Buiten schot (1961) - bekroond met de Anne Frank-prijs
- De gekruisigde rat (1965) - bekroond met de Literatuurprijs van de gemeente Hilvarenbeek
- Het Mexicaanse paardje (1966)
- Blazen tot honderd (1967)
- De steek van een schorpioen (1968) - bekroond met de F. Bordewijk-prijs
- De 1500 meter (1971)
- Van je familie moet je 't hebben (1976)
- De dia's van Andrea (1977)
- Beeld voor dag en nacht (1982)
- Een vrouw vloog naar Engeland (1983)
- Gezichten binnen handbereik (1987)
- De schilder en het meisje (1990)
- Veghel (1992)
- De tekens van het meisje Cynthia (1993)